# Comuna Sânpetru de Câmpie, Mureș
Sânpetru de Câmpie (în maghiară Uzdiszentpéter, în germană Petersdorf) este o comună în județul Mureș, Transilvania, România, formată din satele Bârlibaș, Dâmbu, Satu Nou, Sângeorgiu de Câmpie, Sânpetru de Câmpie (reședința) și Tușinu.

## Demografie
Componența etnică a comunei Sânpetru de Câmpie
     Români (77,52%)
     Romi (13,15%)
     Maghiari (2,72%)
     Alte etnii (6,61%)
Componența confesională a comunei Sânpetru de Câmpie
     Ortodocși (86,12%)
     Reformați (3,45%)
     Martori ai lui Iehova (1,87%)
     Alte religii (1,54%)
     Necunoscută (7,01%)
Conform recensământului efectuat în 2021, populația comunei Sânpetru de Câmpie se ridică la 2.723 de locuitori, în scădere față de recensământul anterior din 2011, când fuseseră înregistrați 3.060 de locuitori. Majoritatea locuitorilor sunt români (77,52%), cu minorități de romi (13,15%) și maghiari (2,72%). Din punct de vedere confesional, majoritatea locuitorilor sunt ortodocși (86,12%), cu minorități de reformați (3,45%) și martori ai lui Iehova (1,87%), iar pentru 7,01% nu se cunoaște apartenența confesională.

## Politică și administrație
Comuna Sânpetru de Câmpie este administrată de un primar și un consiliu local compus din 11 consilieri. Primarul, Spiru-Șerban Crăciun[*], de la Partidul Social Democrat, este în funcție din octombrie 2020. Începând cu alegerile locale din 2024, consiliul local are următoarea componență pe partide politice:
|  | Partid                          | Consilieri | Componența Consiliului | Componența Consiliului | Componența Consiliului | Componența Consiliului | Componența Consiliului | Componența Consiliului | Componența Consiliului |
|  | ------------------------------- | ---------- | ---------------------- | ---------------------- | ---------------------- | ---------------------- | ---------------------- | ---------------------- | ---------------------- |
|  | Partidul Social Democrat        | 7          |                        |                        |                        |                        |                        |                        |                        |
|  | Alianța pentru Unirea Românilor | 3          |                        |                        |                        |                        |                        |                        |                        |
|  | Partidul Național Liberal       | 1          |                        |                        |                        |                        |                        |                        |                        |

## Atracții turistice
- Biserica de lemn din Tușinu
- Biserica Reformat-Calvină din satul Sânpetru de Câmpie, construcție secolul al XIV-lea
- Lacul Sângeorgiu